# Parathesis williamsii
Parathesis williamsii är en viveväxtart som beskrevs av Cyrus Longworth Lundell. Parathesis williamsii ingår i släktet Parathesis och familjen viveväxter. Inga underarter finns listade i Catalogue of Life.